# Lesothos parlament
Lesothos parlament (engelska: Parliament of the Kingdom of Lesotho) är den lagstiftande församlingen i Lesotho och består av två kammare:
- Senaten (engelska: The Senate, överhus) - 33 ledamöter
- Nationalförsamlingen (engelska: The National Assembly, underhus) - 120 ledamöter